# Zastava Hong Konga
Zastava Hong Konga se sastoji od stiliziranog, bijelog, petokrakog cvijeta Bauhinia blakeana na crvenoj pozadini. Zastava je usvojena 16. veljače 1990., a prvi put je službeno korištena u primopredaji vlasti Hong Konga između Ujedinjenog Kraljevstva i Kine.

## Unutarnje poveznice
- Grb Hong Konga